# Atheta
Atheta es un género de escarabajos de la familia Staphylinidae.
Hay alrededor de 160 especies descritas en 80 subgéneros de distribución mundial.

## Especies
- Atheta abdita
- Atheta abnormalis
- Atheta abscisa
- Atheta absoloni
- Atheta acadiensis
- Atheta accedens
- Atheta acromyrmecicola
- Atheta acrotonotheca
- Atheta acusifera
- Atheta acutangula
- Atheta acutiventris
- Atheta adjacens
- Atheta adjuncta
- Atheta admista
- Atheta aegra
- Atheta aemula
- Atheta aeneicollis
- Atheta aeneipennis
- Atheta aequicollis
- Atheta aequispinosa
- Atheta aerea
- Atheta aesculapii
- Atheta affectans
- Atheta africana
- Atheta ahalensis
- Atheta aicha
- Atheta aisensis
- Atheta akiensis
- Atheta alabama
- Atheta alamedana
- Atheta albanyensis
- Atheta albomontis
- Atheta alepensis
- Atheta alesi
- Atheta alexandrovi
- Atheta algarrobensis
- Atheta algarum
- Atheta alia
- Atheta allocera
- Atheta aloconotoidides
- Atheta alophila
- Atheta alphacrenuliventris
- Atheta alpigrada
- Atheta altaica
- Atheta altaicola
- Atheta alternans
- Atheta alternantoides
- Atheta alternata
- Atheta alticola
- Atheta altincisa
- Atheta altitudinis
- Atheta altivagans
- Atheta altiviva
- Atheta altocotopaxicola
- Atheta alveorum
- Atheta amazoncaliginosa
- Atheta amazonica
- Atheta ambigena
- Atheta amens
- Atheta americana
- Atheta amica
- Atheta amicorum
- Atheta amicula
- Atheta amiculoides
- Atheta amischoides
- Atheta ammanni
- Atheta amoena
- Atheta amplicornis
- Atheta amplificata
- Atheta anatolica
- Atheta andesplendens
- Atheta andina
- Atheta andreinii
- Atheta angulifera
- Atheta angulipennis
- Atheta angulispina
- Atheta angustata
- Atheta angustiarumtradouwi
- Atheta angusticauda
- Atheta aniiensis
- Atheta anisophthalma
- Atheta anmamontis
- Atheta annapurnicola
- Atheta annexa
- Atheta annularina
- Atheta annulata
- Atheta anommatis
- Atheta anommatophila
- Atheta antennalis
- Atheta antennaria
- Atheta antennarides
- Atheta antesericea
- Atheta antillarum
- Atheta antiqua
- Atheta antoniensis
- Atheta apicalis
- Atheta apicilutea
- Atheta aprilis
- Atheta aptera
- Atheta aquatica
- Atheta aquatilis
- Atheta arabica
- Atheta araguensis
- Atheta araucana
- Atheta arborum
- Atheta arcadica
- Atheta arctica
- Atheta arcuata
- Atheta arcuatoides
- Atheta arenae
- Atheta arndtides
- Atheta arniensis
- Atheta arunachalensis
- Atheta asiatica
- Atheta asperipunctata
- Atheta asperiventris
- Atheta assimulata
- Atheta associata
- Atheta astuta
- Atheta asymmetrica
- Atheta atacamensis
- Atheta atacazensis
- Atheta atacazomontis
- Atheta atomaria
- Atheta atomica
- Atheta atopotheca
- Atheta atramentaria
- Atheta atricolor
- Atheta atticola
- Atheta attobia
- Atheta attophila
- Atheta atyphella
- Atheta atypicalis
- Atheta audens
- Atheta aureoflava
- Atheta aureola
- Atheta australasiae
- Atheta australensis
- Atheta australis
- Atheta autumnalis
- Atheta avalon
- Atheta avicola
- Atheta azorica
- Atheta baculum
- Atheta badeola
- Atheta bagarchhapensis
- Atheta bahutuensis
- Atheta baitetensis
- Atheta bakeri
- Atheta balcanica
- Atheta balcanicola
- Atheta balkei
- Atheta banghaasi
- Atheta barbiellini
- Atheta baringiana
- Atheta basicornis
- Atheta basigaster
- Atheta basilewskyana
- Atheta basipennis
- Atheta basiventris
- Atheta basutoana
- Atheta basutoensis
- Atheta bavierai
- Atheta beijingensis
- Atheta belingaensis
- Atheta belingorum
- Atheta bellesi
- Atheta belloi
- Atheta bellonata
- Atheta benickiana
- Atheta benickiella
- Atheta benigna
- Atheta bhimsen
- Atheta bibulbosa
- Atheta bicallosa
- Atheta bicincta
- Atheta bicolorata
- Atheta bicoloricornis
- Atheta bicoloripes
- Atheta bidenticulata
- Atheta bidiscofora
- Atheta bifoveata
- Atheta bihamata
- Atheta biimpressicollis
- Atheta bimacula
- Atheta binidens
- Atheta biroi
- Atheta bispinosa
- Atheta bitruncata
- Atheta bjelasnicensis
- Atheta blancomontis
- Atheta blanda
- Atheta boehmei
- Atheta bofilli
- Atheta bogotana
- Atheta boleticola
- Atheta boletophila
- Atheta bonariensis
- Atheta bordoni
- Atheta borealides
- Atheta boreella
- Atheta borneotibialis
- Atheta bosnica
- Atheta botanicarum
- Atheta botildae
- Atheta botocudorum
- Atheta boxiana
- Atheta bracata
- Atheta brachycephala
- Atheta brachyptera
- Atheta brasiliana
- Atheta brevapicalis
- Atheta brevis
- Atheta brevitheca
- Atheta britanniae
- Atheta britteni
- Atheta brouni
- Atheta bruchi
- Atheta bruchiana
- Atheta brumalis
- Atheta brunneipennis
- Atheta brunnicolor
- Atheta brunnipes
- Atheta brunswickensis
- Atheta bryantiana
- Atheta bubo
- Atheta burgeoni
- Atheta burlei
- Atheta burwelli
- Atheta cacti
- Atheta cadaverina
- Atheta cadeti
- Atheta caecilia
- Atheta caheniana
- Atheta calabrica
- Atheta californica
- Atheta caligata
- Atheta caliginosa
- Atheta callicerina
- Atheta callicornis
- Atheta callimaculata
- Atheta camardiensis
- Atheta cameronicola
- Atheta camopiensis
- Atheta campanensis
- Atheta campbelli
- Atheta campbelliana
- Atheta canariensis
- Atheta caneparii
- Atheta canescens
- Atheta cangahuaptera
- Atheta cangahuensis
- Atheta cangahuicola
- Atheta caoduroi
- Atheta capicola
- Atheta capitulata
- Atheta capsularis
- Atheta capta
- Atheta caraorum
- Atheta carchicuasmalorum
- Atheta carhuensis
- Atheta caribou
- Atheta carinata
- Atheta carpophila
- Atheta cascadensis
- Atheta cassagnaui
- Atheta castanoptera
- Atheta catamarcana
- Atheta catamarcanica
- Atheta catharinae
- Atheta catula
- Atheta caudata
- Atheta caussadensis
- Atheta cauta
- Atheta cavazzutii
- Atheta caviceps
- Atheta cayambensis
- Atheta celata
- Atheta cellaria
- Atheta centralis
- Atheta centropunctata
- Atheta cephalotes
- Atheta cerroblancoensis
- Atheta certa
- Atheta certata
- Atheta chagangensis
- Atheta chainpurensis
- Atheta championi
- Atheta championiana
- Atheta chariessa
- Atheta chartersensis
- Atheta chatterjeei
- Atheta chautarasorum
- Atheta cheersae
- Atheta chefsurica
- Atheta chibcha
- Atheta chibchana
- Atheta chilensis
- Atheta chillanensis
- Atheta chimborazensis
- Atheta chimborazicola
- Atheta chinamicula
- Atheta chinensis
- Atheta chinkiangensis
- Atheta chiriquensis
- Atheta chitrensis
- Atheta chunitayiensis
- Atheta chyuluensis
- Atheta cincta
- Atheta cinctella
- Atheta cinctuta
- Atheta cingulifera
- Atheta cinnamoptera
- Atheta cioccai
- Atheta circassica
- Atheta circulicollis
- Atheta circumgranata
- Atheta cirri
- Atheta ciu
- Atheta claricolorata
- Atheta claritarsifera
- Atheta clemens
- Atheta clementi
- Atheta clienta
- Atheta coelifrons
- Atheta cognata
- Atheta colonorum
- Atheta colorata
- Atheta colortang
- Atheta columbica
- Atheta columbina
- Atheta combusta
- Atheta complicans
- Atheta compressicornis
- Atheta concessa
- Atheta condei
- Atheta conferta
- Atheta confertimpunctata
- Atheta confinis
- Atheta conformis
- Atheta confusa
- Atheta congenita
- Atheta congruens
- Atheta consequens
- Atheta constringens
- Atheta consueta
- Atheta contaminata
- Atheta contigua
- Atheta contingens
- Atheta contractionis
- Atheta contractipennis
- Atheta contristata
- Atheta convexiuscula
- Atheta convexula
- Atheta convictrix
- Atheta convivens
- Atheta convivialis
- Atheta cooteri
- Atheta cornelli
- Atheta cornuta
- Atheta coruscula
- Atheta corvina
- Atheta cotopaxiensis
- Atheta cottieri
- Atheta couturieri
- Atheta cranberriensis
- Atheta crassa
- Atheta crassicornis
- Atheta crassitarsis
- Atheta crateris
- Atheta creberrima
- Atheta crebrepunctulata
- Atheta crenulata
- Atheta crenuliventris
- Atheta creppei
- Atheta cretica
- Atheta cribrata
- Atheta cribripennis
- Atheta criddlei
- Atheta crisiana
- Atheta cristakenyensis
- Atheta cristofera
- Atheta croceicornis
- Atheta cryptica
- Atheta culebra
- Atheta culminis
- Atheta cupreonigra
- Atheta cursitans
- Atheta cursor
- Atheta curta
- Atheta curtipenis
- Atheta curvaminis
- Atheta curvicauda
- Atheta curvipennis
- Atheta cuzcoensis
- Atheta cyanocompsae
- Atheta daccordiana
- Atheta daccordii
- Atheta dadopora
- Atheta daghestanica
- Atheta dahli
- Atheta dalibaiensis
- Atheta dalijiamontis
- Atheta dalijiensis
- Atheta dalmatina
- Atheta dama
- Atheta dampfi
- Atheta dargharensis
- Atheta daubentoniae
- Atheta daxuecoprobia
- Atheta daxuefurtiva
- Atheta daxuepraticola
- Atheta debaloana
- Atheta debilis
- Atheta debiloides
- Atheta decepta
- Atheta decipiens
- Atheta decolorata
- Atheta deformis
- Atheta deharvengi
- Atheta dehraensis
- Atheta delectans
- Atheta delumbis
- Atheta demissa
- Atheta densepunctata
- Atheta densiventris
- Atheta dentella
- Atheta denticauda
- Atheta dentiventris
- Atheta deprava
- Atheta depressicollis
- Atheta derivata
- Atheta despecta
- Atheta detruncata
- Atheta dhaulagirensis
- Atheta dhaulagirimontis
- Atheta dichroides
- Atheta diducta
- Atheta diegana
- Atheta difficilis
- Atheta difficulta
- Atheta diffidens
- Atheta difformis
- Atheta dilaticollis
- Atheta dilaticornis
- Atheta dimorpha
- Atheta discedens
- Atheta discipula
- Atheta discordia
- Atheta discors
- Atheta discrepans
- Atheta discriminata
- Atheta disparilior
- Atheta disparilis
- Atheta disputanda
- Atheta dissimulans
- Atheta distinguenda
- Atheta distorta
- Atheta districta
- Atheta diversa
- Atheta diversior
- Atheta divisa
- Atheta dobensis
- Atheta doderoi
- Atheta dohertyi
- Atheta dolpensis
- Atheta dominguezae
- Atheta drescheri
- Atheta dunni
- Atheta dura
- Atheta dwinensis
- Atheta ebenina
- Atheta ebneri
- Atheta ecuacuta
- Atheta ecuangularis
- Atheta ecucastaneipennis
- Atheta ecucotopaxiensis
- Atheta ecucristata
- Atheta ecufessa
- Atheta ecugigantea
- Atheta ecumaculata
- Atheta ecuparallela
- Atheta ecupauper
- Atheta ecuterminalis
- Atheta ecuterricola
- Atheta ecuvolans
- Atheta effulta
- Atheta egesta
- Atheta egressa
- Atheta ehnstroemi
- Atheta eichelbaumi
- Atheta eichelbaumides
- Atheta electa
- Atheta elephanticola
- Atheta elephantophila
- Atheta elgonensis
- Atheta elisa
- Atheta elongatula
- Atheta elytralis
- Atheta embuicola
- Atheta emeicola
- Atheta emeimontis
- Atheta emesakiana
- Atheta enitescens
- Atheta epirotica
- Atheta episcopalis
- Atheta erevanensis
- Atheta ermischi
- Atheta errabundorum
- Atheta escalonai
- Atheta esmeraldae
- Atheta esuriens
- Atheta euphorbiae
- Atheta europaea
- Atheta euryptera
- Atheta evoluta
- Atheta excellens
- Atheta excelsa
- Atheta excisa
- Atheta excisicauda
- Atheta excisoides
- Atheta exigua
- Atheta extabescens
- Atheta extensa
- Atheta facilis
- Atheta falcifera
- Atheta falciferides
- Atheta fallaciosa
- Atheta falsifica
- Atheta fanatica
- Atheta fascinans
- Atheta fassli
- Atheta fatua
- Atheta fatuosa
- Atheta fengicola
- Atheta fenyesi
- Atheta ferrugata
- Atheta ferrugatoides
- Atheta festa
- Atheta festinans
- Atheta festiva
- Atheta ficta
- Atheta filicornis
- Atheta fimorum
- Atheta finita
- Atheta finitima
- Atheta firma
- Atheta fissilis
- Atheta flagellicornis
- Atheta flava
- Atheta flavicauda
- Atheta flavipes
- Atheta flaviterminalis
- Atheta flaviventris
- Atheta floresensis
- Atheta flotata
- Atheta fluminisgruis
- Atheta fluviatica
- Atheta fodinarum
- Atheta foedemarginata
- Atheta foliacea
- Atheta forcipis
- Atheta fordi
- Atheta formalis
- Atheta formicaensis
- Atheta formicetorum
- Atheta formosa
- Atheta formosanorum
- Atheta forticornis
- Atheta fossiceps
- Atheta foveicollis
- Atheta foveifrons
- Atheta franziana
- Atheta fraterna
- Atheta freta
- Atheta freyi
- Atheta fridayi
- Atheta frosti
- Atheta fugata
- Atheta fulgens
- Atheta fulgicollis
- Atheta fulgida
- Atheta fuliginifera
- Atheta fulvescens
- Atheta fulviceps
- Atheta fulvicollis
- Atheta fungi
- Atheta fungicola
- Atheta fungivora
- Atheta furtiva
- Atheta furtivoides
- Atheta fuscicolor
- Atheta fuscoterminalis
- Atheta gabonensis
- Atheta gagatina
- Atheta galapagoensis
- Atheta gallina
- Atheta gandakiensis
- Atheta ganglbaueri
- Atheta gansuicola
- Atheta garpungensis
- Atheta gentiliorides
- Atheta georgii
- Atheta geostiboides
- Atheta gerardi
- Atheta gestroi
- Atheta ghesquierana
- Atheta ghusaensis
- Atheta giachinoi
- Atheta gibba
- Atheta gigarcuata
- Atheta giguereae
- Atheta gillii
- Atheta gilva
- Atheta gilvipennis
- Atheta glabriceps
- Atheta glabricula
- Atheta glabriculoides
- Atheta glareosa
- Atheta gloriosa
- Atheta godmani
- Atheta goellnerae
- Atheta gonggaensis
- Atheta gonggana
- Atheta gonzalezi
- Atheta goropanensis
- Atheta gracilicollis
- Atheta graciliparva
- Atheta gracillima
- Atheta graciosa
- Atheta graffa
- Atheta graminicola
- Atheta grandiceps
- Atheta granosicollis
- Atheta granulithoracica
- Atheta granulotibetana
- Atheta gratella
- Atheta gravicornis
- Atheta gravigranulata
- Atheta guadalupensis
- Atheta guangzhouensis
- Atheta guanxianensis
- Atheta guaranorum
- Atheta guatemalae
- Atheta guizhouensis
- Atheta gurjakhanensis
- Atheta guyanelegans
- Atheta guyanicola
- Atheta guyarufa
- Atheta guyattenuata
- Atheta guydifferens
- Atheta guydivergens
- Atheta guymimetica
- Atheta gyllenhalii
- Atheta habilis
- Atheta haddensis
- Atheta hailougouicola
- Atheta hailuogouensis
- Atheta hamgyongsani
- Atheta hamifera
- Atheta hammondi
- Atheta hampshirensis
- Atheta hamulata
- Atheta hancocki
- Atheta hansseni
- Atheta hapoliensis
- Atheta haramaiyana
- Atheta hardwoodiana
- Atheta hartmanni
- Atheta hartmanniana
- Atheta harwoodi
- Atheta hastata
- Atheta hatamensis
- Atheta helenensis
- Atheta helenica
- Atheta hercegovinensis
- Atheta hesperica
- Atheta heterocera
- Atheta heterogyna
- Atheta hetzeli
- Atheta hewittiella
- Atheta heymesi
- Atheta hiekei
- Atheta hilaris
- Atheta himalayica
- Atheta hirtella
- Atheta hirthei
- Atheta hoihaensis
- Atheta hollinensides
- Atheta holmbergi
- Atheta holtedahli
- Atheta holtzi
- Atheta homoeopyga
- Atheta hongkongiphila
- Atheta honorata
- Atheta houstoni
- Atheta hsin
- Atheta huamboyasorum
- Atheta huamboyca
- Atheta huamontis
- Atheta hum
- Atheta humboldti
- Atheta humicola
- Atheta humidula
- Atheta humilis
- Atheta hummleri
- Atheta hutchinsoni
- Atheta hwayinshana
- Atheta hybrida
- Atheta hydra
- Atheta hygrobia
- Atheta hygrotopora
- Atheta hypnorum
- Atheta ideogrammifera
- Atheta idiota
- Atheta iheringi
- Atheta ilagaensis
- Atheta ilagaorum
- Atheta illyrica
- Atheta imbaburicola
- Atheta imbrium
- Atheta immunis
- Atheta impavida
- Atheta implicata
- Atheta implicatides
- Atheta implicatoides
- Atheta impressipennis
- Atheta inanis
- Atheta inari
- Atheta inarmata
- Atheta inaroides
- Atheta incerta
- Atheta incisicauda
- Atheta incisicollis
- Atheta incisides
- Atheta incognita
- Atheta incommoda
- Atheta inconspicua
- Atheta inconsueta
- Atheta incurata
- Atheta indefessa
- Atheta indubia
- Atheta inducta
- Atheta inermis
- Atheta inexpectata
- Atheta infantilis
- Atheta infera
- Atheta infernalis
- Atheta inflatescens
- Atheta inflatheca
- Atheta ingenua
- Atheta ingrediens
- Atheta innexa
- Atheta innotescens
- Atheta innoxia
- Atheta innuba
- Atheta inopinata
- Atheta inquinuloides
- Atheta insculpta
- Atheta insignicollis
- Atheta insignis
- Atheta insinuata
- Atheta insomnis
- Atheta insularis
- Atheta insularisoides
- Atheta insularum
- Atheta intecta
- Atheta intercursa
- Atheta intermedia
- Atheta interrogativa
- Atheta introducta
- Atheta inusta
- Atheta invenusta
- Atheta invicta
- Atheta involvens
- Atheta ipercristata
- Atheta iperintroflexa
- Atheta irangicola
- Atheta irrita
- Atheta irrupta
- Atheta irumuensis
- Atheta ischnocera
- Atheta italiensis
- Atheta iterans
- Atheta iteratus
- Atheta iucunda
- Atheta ivani
- Atheta janetscheki
- Atheta janetschekiella
- Atheta jangangsani
- Atheta jangtaesanensis
- Atheta janssoni
- Atheta jarmilae
- Atheta jarrigei
- Atheta jiensis
- Atheta jiudingensis
- Atheta jonkershoekensis
- Atheta judith
- Atheta jugicola
- Atheta jujuyensis
- Atheta jumlensis
- Atheta junglensis
- Atheta junii
- Atheta juvenca
- Atheta kabashana
- Atheta kadooriana
- Atheta kadooriorum
- Atheta kaimosensis
- Atheta kaindiensis
- Atheta kaiseriana
- Atheta kaliensis
- Atheta kanagawaensis
- Atheta kanak
- Atheta kangsonica
- Atheta kansana
- Atheta kaohsiungensis
- Atheta kaohsiungicola
- Atheta kaokoveldensis
- Atheta karisimibiana
- Atheta karnaliensis
- Atheta kasyataiana
- Atheta kathmanduensis
- Atheta kaunshanchiensis
- Atheta kawachiensis
- Atheta kayovensis
- Atheta kazakhstanensis
- Atheta keeni
- Atheta kenyaminor
- Atheta kenyamontis
- Atheta kenyarobusta
- Atheta kenyensis
- Atheta kerstensi
- Atheta khandbarica
- Atheta khariensis
- Atheta khasi
- Atheta khitana
- Atheta khumbuensis
- Atheta kiboensis
- Atheta kiboshana
- Atheta kibwezicola
- Atheta kifaruensis
- Atheta kilimandjarensis
- Atheta kingorum
- Atheta kipsigia
- Atheta kirantorum
- Atheta kisumuensis
- Atheta kitalensis
- Atheta kivuensis
- Atheta kkasiana
- Atheta klagesi
- Atheta knabli
- Atheta kobensis
- Atheta kochi
- Atheta kokicola
- Atheta kopetzi
- Atheta koreana
- Atheta koshiensis
- Atheta kotgarhensis
- Atheta kraatzi
- Atheta kshiensis
- Atheta kuennemanni
- Atheta kylleneensis
- Atheta lacajana
- Atheta lacrymosa
- Atheta lacunae
- Atheta lacunaevagans
- Atheta ladakiana
- Atheta laeta
- Atheta laeticollis
- Atheta laeticula
- Atheta laetula
- Atheta laevana
- Atheta laevicauda
- Atheta laevicollis
- Atheta laevigata
- Atheta lagunae
- Atheta lamaorum
- Atheta lamellata
- Atheta laminarum
- Atheta lamjungensis
- Atheta lamproptera
- Atheta lampros
- Atheta langmuicola
- Atheta languens
- Atheta lanigeriventris
- Atheta lanzhouensis
- Atheta laosicola
- Atheta lapponica
- Atheta larjungensis
- Atheta larsonae
- Atheta larsoni
- Atheta lata
- Atheta laterotundata
- Atheta laticauda
- Atheta laticeps
- Atheta laticollis
- Atheta latifalcifera
- Atheta latipennis
- Atheta latissima
- Atheta lativagans
- Atheta lativentris
- Atheta lebedevoensis
- Atheta leda
- Atheta lederi
- Atheta leechi
- Atheta leileri
- Atheta lenensis
- Atheta lentula
- Atheta leonhardi
- Atheta leshanensis
- Atheta leucoptera
- Atheta lewisiana
- Atheta liaoningensis
- Atheta libera
- Atheta liberta
- Atheta librevillensis
- Atheta libyca
- Atheta licchava
- Atheta licenti
- Atheta licta
- Atheta lignorum
- Atheta liliputana
- Atheta limulina
- Atheta lindbergi
- Atheta lindbergiana
- Atheta lindensis
- Atheta linderi
- Atheta lindicola
- Atheta lindrothides
- Atheta liniana
- Atheta linxiensis
- Atheta linzbichleri
- Atheta lioglutoides
- Atheta lippa
- Atheta lisuensis
- Atheta liturata
- Atheta liukuensis
- Atheta llaimensis
- Atheta lobeliae
- Atheta loebliella
- Atheta loeffleri
- Atheta loitensis
- Atheta lonchochensis
- Atheta longearmata
- Atheta longefalcifera
- Atheta longefalciferoides
- Atheta longelytrata
- Atheta longiceps
- Atheta longiclava
- Atheta longicornis
- Atheta longifrons
- Atheta longipennis
- Atheta lonquimayensis
- Atheta lophophori
- Atheta lucana
- Atheta lucifuga
- Atheta luctifera
- Atheta luctuosa
- Atheta lugubris
- Atheta lunaris
- Atheta luojimontis
- Atheta luridicolor
- Atheta luridipennis
- Atheta luridipennoides
- Atheta lushotoensis
- Atheta luteicollis
- Atheta luteipennis
- Atheta luzonica
- Atheta luzonorum
- Atheta lyciana
- Atheta lymphatica
- Atheta macesi
- Atheta machonryongica
- Atheta machulkai
- Atheta machupicchuensis
- Atheta macilenta
- Atheta macrocera
- Atheta macropana
- Atheta madagascariensis
- Atheta madecassa
- Atheta maderensis
- Atheta madikholensis
- Atheta magallanestreti
- Atheta magdaleniensis
- Atheta mahadevia
- Atheta maharigaonensis
- Atheta mahleri
- Atheta mahnerti
- Atheta maiensis
- Atheta makarai
- Atheta makepeacei
- Atheta makhekeicola
- Atheta makhekensis
- Atheta malaisei
- Atheta malekulana
- Atheta malevestita
- Atheta mallecoana
- Atheta malleiformis
- Atheta malleoides
- Atheta malleus
- Atheta manausensis
- Atheta mandibularis
- Atheta manitobae
- Atheta mansueta
- Atheta manyemae
- Atheta marangensis
- Atheta marcescens
- Atheta marcida
- Atheta marcopoloi
- Atheta mardiensis
- Atheta marginigaster
- Atheta marinica
- Atheta maroccana
- Atheta martensiella
- Atheta martini
- Atheta maruiana
- Atheta masculifrons
- Atheta mashonarum
- Atheta masuriensis
- Atheta mateana
- Atheta materdei
- Atheta mcalpinei
- Atheta mediocris
- Atheta meduxnekeagensis
- Atheta megatheca
- Atheta melanaria
- Atheta melanocera
- Atheta membranata
- Atheta meredarensis
- Atheta meridensis
- Atheta mesofalcifera
- Atheta metlakatlana
- Atheta meybohmi
- Atheta micantula
- Atheta microelytrata
- Atheta micromega
- Atheta micrommata
- Atheta microparamicola
- Atheta microparvula
- Atheta microphallica
- Atheta micropisalioides
- Atheta microsculpturata
- Atheta microtheca
- Atheta microumbonata
- Atheta militaris
- Atheta mimetica
- Atheta mimoformosa
- Atheta mimomonticola
- Atheta mimosibirica
- Atheta mina
- Atheta ming
- Atheta minima
- Atheta minuscula
- Atheta misella
- Atheta missionarum
- Atheta missionensis
- Atheta mitis
- Atheta mixtior
- Atheta mochicorum
- Atheta modesta
- Atheta moheliana
- Atheta molesta
- Atheta mollis
- Atheta mombasana
- Atheta monacha
- Atheta mongolica
- Atheta monstruosa
- Atheta montanella
- Atheta montesensis
- Atheta monticola
- Atheta montisferrati
- Atheta montium
- Atheta montiumdraconis
- Atheta moreana
- Atheta mormon
- Atheta mortuorum
- Atheta mucronata
- Atheta mugecuensis
- Atheta muggeridgei
- Atheta multicarinata
- Atheta mundula
- Atheta municipalis
- Atheta muris
- Atheta mussardi
- Atheta muta
- Atheta mycetophaga
- Atheta mycetophila
- Atheta myohyangsani
- Atheta myrmeciae
- Atheta myrmecophila
- Atheta nabirensis
- Atheta nahaeoensis
- Atheta nairobianorum
- Atheta nairobiensis
- Atheta nakanei
- Atheta nakuruensis
- Atheta namibiensis
- Atheta nana
- Atheta nanegalitensis
- Atheta nanella
- Atheta naniensis
- Atheta nanior
- Atheta nanlingensis
- Atheta nanyukensis
- Atheta napoensis
- Atheta nazarethensis
- Atheta neamicrotheca
- Atheta nearctica
- Atheta neatang
- Atheta necrophaga
- Atheta nectariniana
- Atheta neoamicula
- Atheta neocaledonica
- Atheta neolata
- Atheta neomexicana
- Atheta nepalensis
- Atheta nepalotoides
- Atheta nepalpallens
- Atheta nepalstriata
- Atheta nepalzigzag
- Atheta nescia
- Atheta nesslingi
- Atheta nevadicola
- Atheta newar
- Atheta newarorum
- Atheta newfoundlandica
- Atheta newtoni
- Atheta nidicola
- Atheta nigra
- Atheta nigrans
- Atheta nigricauda
- Atheta nigripennis
- Atheta nigripes
- Atheta nigrita
- Atheta nigritula
- Atheta nigrituloides
- Atheta nigrituloidides
- Atheta nigrolucens
- Atheta nigrolucida
- Atheta nigrosplendens
- Atheta nikkoana
- Atheta nikkoensis
- Atheta nimborum
- Atheta nitella
- Atheta nitidearmata
- Atheta nitouensis
- Atheta niziensis
- Atheta nobilitata
- Atheta nobukii
- Atheta nopporensis
- Atheta normandi
- Atheta novaeguineae
- Atheta novaescotiae
- Atheta nubila
- Atheta nubipennis
- Atheta nugator
- Atheta nupera
- Atheta obidosensis
- Atheta oblita
- Atheta obscura
- Atheta obscuricornis
- Atheta obscuripennis
- Atheta obscuripes
- Atheta obscuroides
- Atheta obsequens
- Atheta obsoletepunctata
- Atheta obsoleticollis
- Atheta obtusangula
- Atheta obtusidens
- Atheta occidentalis
- Atheta occulta
- Atheta ochroptera
- Atheta ocularis
- Atheta oculata
- Atheta oculorum
- Atheta ogivalis
- Atheta ogivifera
- Atheta okamotoi
- Atheta olaae
- Atheta olmuensis
- Atheta olorina
- Atheta onorei
- Atheta ontakensis
- Atheta opacicollis
- Atheta optica
- Atheta optiva
- Atheta oraria
- Atheta orcina
- Atheta ordinata
- Atheta oregonensis
- Atheta oregonina
- Atheta oreophila
- Atheta orientalis
- Atheta ornata
- Atheta ornatula
- Atheta orosana
- Atheta oscitans
- Atheta osellai
- Atheta osellaiana
- Atheta osellaorum
- Atheta osornensis
- Atheta oviformis
- Atheta oxypodina
- Atheta pachycera
- Atheta pacifica
- Atheta paganella
- Atheta pahangorum
- Atheta pakhuismontis
- Atheta palaeotropica
- Atheta palleola
- Atheta pallida
- Atheta pallidicornis
- Atheta palliditarsis
- Atheta paludosa
- Atheta palustris
- Atheta pandionis
- Atheta pangrangoensis
- Atheta pannicula
- Atheta paolettii
- Atheta papuaimitatrix
- Atheta papuamicra
- Atheta papuamicula
- Atheta paracrassicornis
- Atheta paradoxa
- Atheta paraguayiensis
- Atheta parainopinata
- Atheta paralaevicauda
- Atheta parallela
- Atheta paramorum
- Atheta parangustata
- Atheta parapicipennis
- Atheta parasordida
- Atheta parata
- Atheta paratristicollis
- Atheta parca
- Atheta paria
- Atheta paritetica
- Atheta particula
- Atheta parvicornis
- Atheta pasadenae
- Atheta pasniki
- Atheta patercaliginosa
- Atheta patiorum
- Atheta patrinsulae
- Atheta pauliani
- Atheta pauloensis
- Atheta pauxilla
- Atheta pavidula
- Atheta peccans
- Atheta pechlaneri
- Atheta pecki
- Atheta pectoralis
- Atheta pedegralensis
- Atheta pedicularis
- Atheta peinantaensis
- Atheta peinantamontis
- Atheta pennsylvanica
- Atheta peranomala
- Atheta percelata
- Atheta perconfusa
- Atheta perconsanguinea
- Atheta perdifficilis
- Atheta perdita
- Atheta perflata
- Atheta pergranulosa
- Atheta pergrata
- Atheta perimportuna
- Atheta perindistincta
- Atheta permimetica
- Atheta permixta
- Atheta permutaria
- Atheta pernigra
- Atheta perparva
- Atheta perpera
- Atheta perplexa
- Atheta perraulti
- Atheta persimplex
- Atheta personata
- Atheta pertinens
- Atheta peruviana
- Atheta pervagata
- Atheta perversa
- Atheta pervilis
- Atheta petitcapensis
- Atheta pexa
- Atheta peyerimhoffi
- Atheta pfaundleri
- Atheta philamicula
- Atheta philippina
- Atheta photaechonica
- Atheta phulcokiensis
- Atheta piauiensis
- Atheta piceata
- Atheta piceicollis
- Atheta pichinchaiana
- Atheta picipennis
- Atheta picipennoides
- Atheta picipes
- Atheta picticollis
- Atheta pilae
- Atheta pilicornis
- Atheta pimalis
- Atheta pinegensis
- Atheta pingicola
- Atheta pinguicornis
- Atheta pittionii
- Atheta placita
- Atheta platonoffi
- Atheta platysthetoides
- Atheta plurispinosa
- Atheta pluvialis
- Atheta poglianoae
- Atheta pokhariensis
- Atheta polaris
- Atheta politissima
- Atheta ponderata
- Atheta ponferradae
- Atheta pontis
- Atheta portusveneris
- Atheta praecipua
- Atheta praelata
- Atheta praereticulata
- Atheta praesaga
- Atheta praevia
- Atheta pratensis
- Atheta preludi
- Atheta pretiosa
- Atheta procera
- Atheta prodita
- Atheta profuga
- Atheta prolixa
- Atheta promontorii
- Atheta promota
- Atheta promunturii
- Atheta prona
- Atheta properans
- Atheta propinqua
- Atheta proterminalis
- Atheta prudhoensis
- Atheta pseudoaegra
- Atheta pseudoangustata
- Atheta pseudoarcuata
- Atheta pseudoatomaria
- Atheta pseudoboreostiba
- Atheta pseudocollusa
- Atheta pseudocontigua
- Atheta pseudocoprophila
- Atheta pseudocrenuliventris
- Atheta pseudodistricta
- Atheta pseudoelongatula
- Atheta pseudogagatina
- Atheta pseudoklagesi
- Atheta pseudolarsoni
- Atheta pseudomembranata
- Atheta pseudometlakatlana
- Atheta pseudomodesta
- Atheta pseudomombasana
- Atheta pseudonana
- Atheta pseudopittionii
- Atheta pseudoplacita
- Atheta pseudoplacusa
- Atheta pseudopolaris
- Atheta pseudoripicola
- Atheta pseudoschistoglossa
- Atheta pseudosordida
- Atheta pseudosubtilis
- Atheta pseudoterminalis
- Atheta pseudotriangulum
- Atheta pseudovagans
- Atheta pseudovestita
- Atheta psila
- Atheta puberula
- Atheta pubicollis
- Atheta puella
- Atheta puellaris
- Atheta puellina
- Atheta puerilioides
- Atheta puerilis
- Atheta puetzi
- Atheta pugnans
- Atheta pulchrior
- Atheta pululahuensis
- Atheta puncticollis
- Atheta puthzi
- Atheta putrida
- Atheta putridula
- Atheta pyongangsani
- Atheta qinlingensis
- Atheta quadrangularis
- Atheta quadraticollis
- Atheta quadricarinata
- Atheta quadridens
- Atheta quadrifalcifera
- Atheta quadripunctata
- Atheta quadripunctula
- Atheta quaesita
- Atheta quaesticula
- Atheta quebecensis
- Atheta quercea
- Atheta quillabambana
- Atheta quinquedentata
- Atheta quinquespinosa
- Atheta quthingensis
- Atheta rachel
- Atheta rambouseki
- Atheta ramifera
- Atheta ramosa
- Atheta rangirensis
- Atheta rara
- Atheta rarula
- Atheta ravilla
- Atheta rawalpindensis
- Atheta recticollis
- Atheta reelsi
- Atheta reformata
- Atheta regenerans
- Atheta regissalmonis
- Atheta regressa
- Atheta reissi
- Atheta reitteriana
- Atheta relicta
- Atheta reminiscens
- Atheta remissa
- Atheta remulsa
- Atheta repens
- Atheta reposita
- Atheta reptabunda
- Atheta restincta
- Atheta restricta
- Atheta resumpta
- Atheta reticula
- Atheta reunionensis
- Atheta rhenana
- Atheta rhododendri
- Atheta rhododendricola
- Atheta richardsoni
- Atheta ridenda
- Atheta riftensis
- Atheta rigidicornis
- Atheta ringi
- Atheta rioblancoensis
- Atheta ripae
- Atheta ripariides
- Atheta ripicola
- Atheta ripicoloides
- Atheta ririkoae
- Atheta rizanf
- Atheta robinsoni
- Atheta robusticornis
- Atheta robustina
- Atheta robustior
- Atheta rococo
- Atheta romani
- Atheta roridanotha
- Atheta rostrifera
- Atheta rotundicollides
- Atheta ruandana
- Atheta rudicollis
- Atheta rudiventroides
- Atheta ruffoi
- Atheta rufiventris
- Atheta rufobadia
- Atheta rufobasalis
- Atheta rufodepressa
- Atheta rufoflava
- Atheta rufoflavescens
- Atheta rufofusca
- Atheta rufonigra
- Atheta rugosicollis
- Atheta rugulosa
- Atheta ruiliensis
- Atheta ruinarum
- Atheta rupicola
- Atheta rurigena
- Atheta rutshuruensides
- Atheta sabalanensis
- Atheta sachtlebeni
- Atheta sacralis
- Atheta sacsahuamanensis
- Atheta sagarmanthica
- Atheta sagitta
- Atheta salamannai
- Atheta sallaei
- Atheta saltusvirginis
- Atheta samojeda
- Atheta sana
- Atheta sanctaecatharinae
- Atheta sanctaecrucis
- Atheta sanctides
- Atheta sangchaensis
- Atheta sapiana
- Atheta satanas
- Atheta saturata
- Atheta sauteri
- Atheta savanicola
- Atheta savardae
- Atheta saxorum
- Atheta scabens
- Atheta scabrella
- Atheta scabriventris
- Atheta scapularis
- Atheta scenica
- Atheta scheerpeltzi
- Atheta schmidti
- Atheta schneideri
- Atheta scotica
- Atheta scotti
- Atheta scottiana
- Atheta scrobicollis
- Atheta scrutans
- Atheta sculpticollis
- Atheta sculptisoma
- Atheta scurratheca
- Atheta scutellaris
- Atheta seclusa
- Atheta semiaenea
- Atheta semialba
- Atheta semialutella
- Atheta semiasymmetrica
- Atheta semicircularides
- Atheta semicuprea
- Atheta semidentiventris
- Atheta semilutea
- Atheta semiobscura
- Atheta semiopaca
- Atheta semipartita
- Atheta semitaevagans
- Atheta semitibialis
- Atheta senecicola
- Atheta senticollis
- Atheta separata
- Atheta sequanica
- Atheta sericella
- Atheta sericoides
- Atheta serraculter
- Atheta serrata
- Atheta serricauda
- Atheta serrulata
- Atheta setigera
- Atheta setosa
- Atheta settsuensis
- Atheta shalulifalcifera
- Atheta shaluliopaca
- Atheta shanicola
- Atheta shanxiensis
- Atheta shigae
- Atheta shimbaensis
- Atheta shimbaoides
- Atheta shuarorum
- Atheta shyria
- Atheta sibatwana
- Atheta sichuanensis
- Atheta sichuanicola
- Atheta siculorum
- Atheta sierrae
- Atheta sigiriyensis
- Atheta sikhaensis
- Atheta siklesensis
- Atheta silvarum
- Atheta silvatica
- Atheta silvestrii
- Atheta silvestris
- Atheta simigauensis
- Atheta siminina
- Atheta simplex
- Atheta singalensis
- Atheta singularis
- Atheta sinoamicula
- Atheta sinoarmata
- Atheta sinoastuta
- Atheta sinobifalcifera
- Atheta sinobscura
- Atheta sinobulbosa
- Atheta sinobulbosoides
- Atheta sinocolorata
- Atheta sinodenticulata
- Atheta sinolucida
- Atheta sinonigra
- Atheta sinonigroides
- Atheta sinopusilla
- Atheta sinorelicta
- Atheta sinorufipennis
- Atheta sinosulcata
- Atheta sinuatocrenata
- Atheta sinuipennis
- Atheta sitiens
- Atheta skalitzkyana
- Atheta smetanai
- Atheta smetanaides
- Atheta smetanaiella
- Atheta smetanaorum
- Atheta sobrina
- Atheta sodalis
- Atheta sodermani
- Atheta sogai
- Atheta sogamensis
- Atheta soganlica
- Atheta songpanensis
- Atheta sordidula
- Atheta sordiduloides
- Atheta soror
- Atheta sororcula
- Atheta sparreschneideri
- Atheta sparsa
- Atheta sparsepunctata
- Atheta spatula
- Atheta spatulata
- Atheta spatuligera
- Atheta spatuloides
- Atheta specicola
- Atheta spectabilis
- Atheta speculiventris
- Atheta speculum
- Atheta spelaea
- Atheta spelaeophila
- Atheta speluncicollis
- Atheta spergula
- Atheta spermatecalis
- Atheta spermathecorum
- Atheta sphaerae
- Atheta sphagnicola
- Atheta spinicauda
- Atheta spinigera
- Atheta spinipes
- Atheta spiniventris
- Atheta spinula
- Atheta spirarum
- Atheta splendidicollis
- Atheta stenomastaxoides
- Atheta stenotheca
- Atheta stercoris
- Atheta stevensi
- Atheta stoica
- Atheta strandiella
- Atheta stricta
- Atheta strigosula
- Atheta struyvei
- Atheta subaegra
- Atheta suballocera
- Atheta subamicula
- Atheta subantennata
- Atheta subaptera
- Atheta subarenicola
- Atheta subargentea
- Atheta subasperata
- Atheta subatomaria
- Atheta subatricolor
- Atheta subcavicola
- Atheta subchiniphila
- Atheta subcolumbica
- Atheta subcombusta
- Atheta subconformis
- Atheta subconvexiuscula
- Atheta subcorticina
- Atheta subcrenulata
- Atheta subfusca
- Atheta subglabra
- Atheta subincisa
- Atheta subinopinata
- Atheta sublaevigata
- Atheta sublongula
- Atheta sublucens
- Atheta subluctuosa
- Atheta sublugens
- Atheta submetallica
- Atheta subnigra
- Atheta subnigritula
- Atheta suboblita
- Atheta subpluvialis
- Atheta subpolaris
- Atheta subpunctata
- Atheta subputridula
- Atheta subrugosa
- Atheta subscabra
- Atheta subsericans
- Atheta subsinocolorata
- Atheta subsinuata
- Atheta subsplendens
- Atheta substituta
- Atheta subterranea
- Atheta subtilepunctulata
- Atheta subtilicornis
- Atheta subtilis
- Atheta suburumqiensis
- Atheta subvolans
- Atheta sucina
- Atheta sufflavicollis
- Atheta sulcatula
- Atheta sulcicollis
- Atheta sulcifera
- Atheta sulculithorax
- Atheta sumatrensis
- Atheta sundra
- Atheta sundti
- Atheta surda
- Atheta surgens
- Atheta suspecta
- Atheta swayambunathana
- Atheta syntermitis
- Atheta szechuanensis
- Atheta szunyoghyi
- Atheta tabulaemontis
- Atheta tacitula
- Atheta taedafera
- Atheta taesongsanensis
- Atheta tahoensis
- Atheta taibaimontis
- Atheta taichungensis
- Atheta taiwafallax
- Atheta taiwamontana
- Atheta taiwanensis
- Atheta taiwasolitaria
- Atheta tamang
- Atheta tamdaoensis
- Atheta tanensis
- Atheta tang
- Atheta tangaensis
- Atheta tanganikaensis
- Atheta tantula
- Atheta tanzacolorata
- Atheta tapiai
- Atheta tapina
- Atheta tarda
- Atheta tardoides
- Atheta tartarea
- Atheta tatsienluensis
- Atheta taxiceroides
- Atheta taygetana
- Atheta tchaiwanensis
- Atheta temporalis
- Atheta tenax
- Atheta tenebrarum
- Atheta tengchongensis
- Atheta tenggeriensis
- Atheta tentativa
- Atheta tepida
- Atheta tereldshina
- Atheta terminalis
- Atheta terminicornis
- Atheta termitaria
- Atheta termitobia
- Atheta terranovae
- Atheta terrestris
- Atheta testaceipes
- Atheta texana
- Atheta thainigra
- Atheta thakholensis
- Atheta thessalonicensis
- Atheta thinodromoides
- Atheta thinoecioides
- Atheta thoracalis
- Atheta thrax
- Atheta tianmushanensis
- Atheta tibetana
- Atheta tibetapicalis
- Atheta tibialis
- Atheta tmolosensis
- Atheta toachiensis
- Atheta togoensis
- Atheta tokiokai
- Atheta topiaria
- Atheta torrespainensis
- Atheta torretassoi
- Atheta torta
- Atheta tractabilis
- Atheta traili
- Atheta transcripta
- Atheta transfuga
- Atheta transitoria
- Atheta transposita
- Atheta transversicollis
- Atheta triangulum
- Atheta tricholomatobia
- Atheta tricoloroides
- Atheta trigonae
- Atheta trilaminata
- Atheta trinotata
- Atheta trisignata
- Atheta tristicollis
- Atheta troglophila
- Atheta trogloxena
- Atheta truncativentris
- Atheta truncicola
- Atheta tsitsikammensis
- Atheta tuberculata
- Atheta tuberculicauda
- Atheta tuberculifera
- Atheta tubericauda
- Atheta tucumanensides
- Atheta tungusica
- Atheta tupiorum
- Atheta turanica
- Atheta turcica
- Atheta turpicula
- Atheta tzitzikamaensis
- Atheta tzitzikamaicola
- Atheta uhligi
- Atheta ulanbatorensis
- Atheta ulleriensis
- Atheta umbonalis
- Atheta umbra
- Atheta uncinata
- Atheta undosa
- Atheta ungulifera
- Atheta unica
- Atheta unicolor
- Atheta unidentata
- Atheta unigena
- Atheta unigranosa
- Atheta unigranulata
- Atheta usingeri
- Atheta uyttenboogaarti
- Atheta vacans
- Atheta vacua
- Atheta vaga
- Atheta vagans
- Atheta valparaisensis
- Atheta varendorffiana
- Atheta variegata
- Atheta variolosa
- Atheta varula
- Atheta velata
- Atheta velebitica
- Atheta venezuelensis
- Atheta venezuelica
- Atheta venti
- Atheta ventorum
- Atheta ventricosa
- Atheta veracruzensis
- Atheta verecunda
- Atheta veronensium
- Atheta vestigans
- Atheta vestita
- Atheta vexata
- Atheta vezenyiiana
- Atheta victoriensis
- Atheta vidua
- Atheta viduoides
- Atheta villarricaensis
- Atheta vincenti
- Atheta vindobonensis
- Atheta virilis
- Atheta visibunda
- Atheta vittata
- Atheta voeslauensis
- Atheta vogeliana
- Atheta volans
- Atheta volcanica
- Atheta vomerum
- Atheta vulnerans
- Atheta vulpina
- Atheta waageni
- Atheta walteri
- Atheta weedi
- Atheta weigeli
- Atheta weiorum
- Atheta weisei
- Atheta weiseri
- Atheta whitehorsensis
- Atheta willersi
- Atheta wireni
- Atheta wisconsinica
- Atheta wuliangensis
- Atheta wuorentausi
- Atheta wutaishanensis
- Atheta xanthopus
- Atheta xanthopyga
- Atheta xanthorni
- Atheta xin
- Atheta xinlongensis
- Atheta xiongnuorum
- Atheta xueica
- Atheta yakorum
- Atheta yamamotoi
- Atheta yamana
- Atheta yanensis
- Atheta yangriensis
- Atheta yardangensis
- Atheta yemenensis
- Atheta yetiana
- Atheta yetii
- Atheta yokkaichiana
- Atheta yonghaicola
- Atheta yoshidai
- Atheta zagipalensis
- Atheta zanettiana
- Atheta zanettii
- Atheta zaparosorum
- Atheta zerchei
- Atheta zhagaensis
- Atheta zhapuensis
- Atheta zhejiangensis
- Atheta zhongdianensis
- Atheta zoiai
- Atheta zosterae
- Atheta zukwalana